# Hannah Dodd
Hannah Dodd, född 17 maj 1995, är en brittisk skådespelare.
Dodd har bland annat medverkat i TV-serien Familjen Bridgerton. Hon har även medverkat i filmen Enola Holmes 2.

## Filmografi (i urval)
- 2018–2020 – Tidlös prinsessa (TV-serie)
- 2022 – Enola Holmes 2
- 2024 – Familjen Bridgerton (TV-serie)